# Rosa Chacel

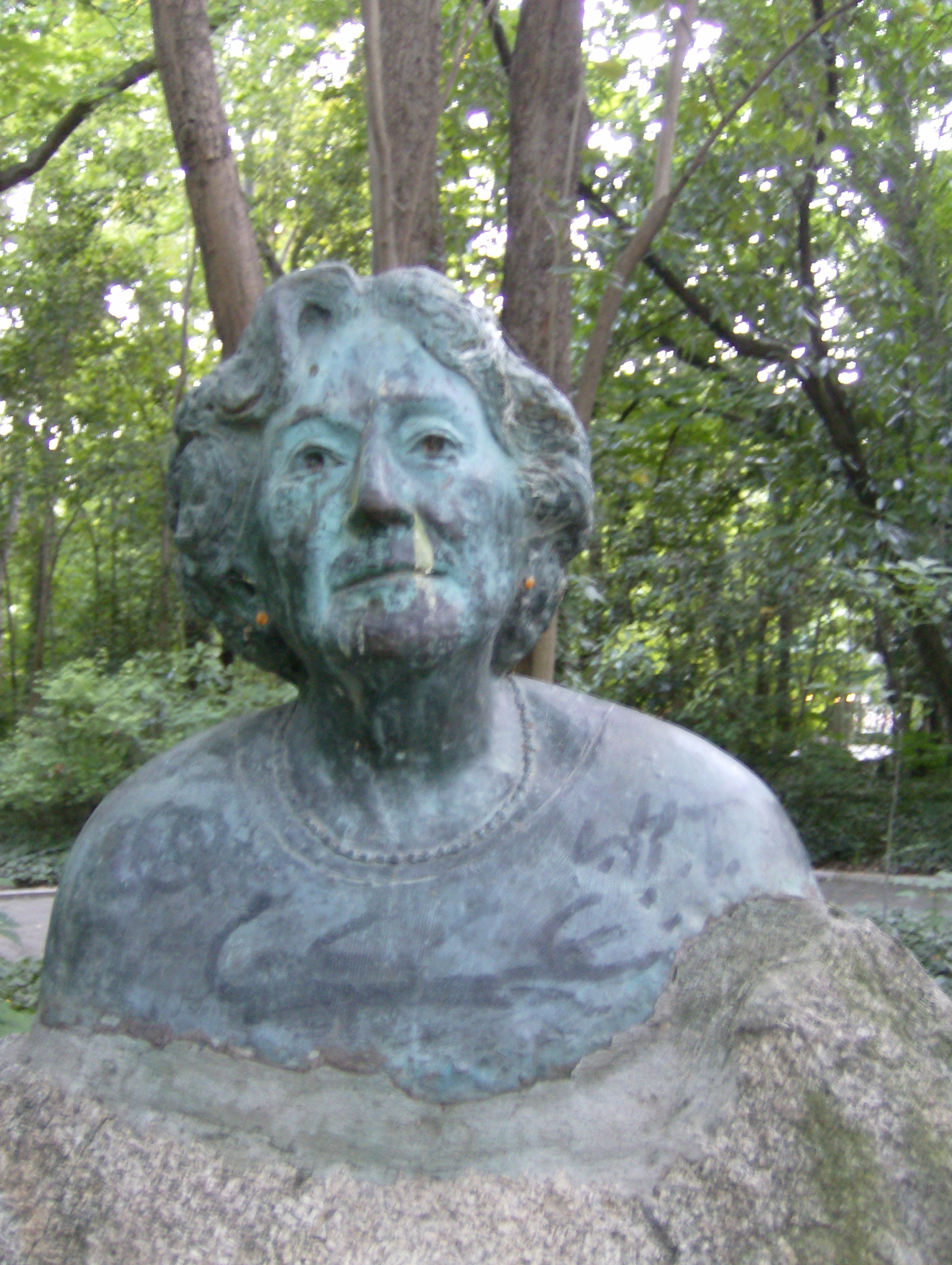
Tượng Rosa Chacel ở Valladolid

Rosa Chacel (3 tháng 6 năm 1898 – 27 tháng 7 năm 1994) là một nhà văn người Tây Ban Nha. Cô quê gốc ở Valladolid.

## Những năm đầu
Chacel sinh tại Valladolid, con gái của một giáo viên, sau này cô chuyển sang sống với bà tại Madrid vào năm 1908. Vì sức khỏe yếu, cô được dạy tại nhà bởi mẹ của mình.

## Trở về Tây Ban Nha

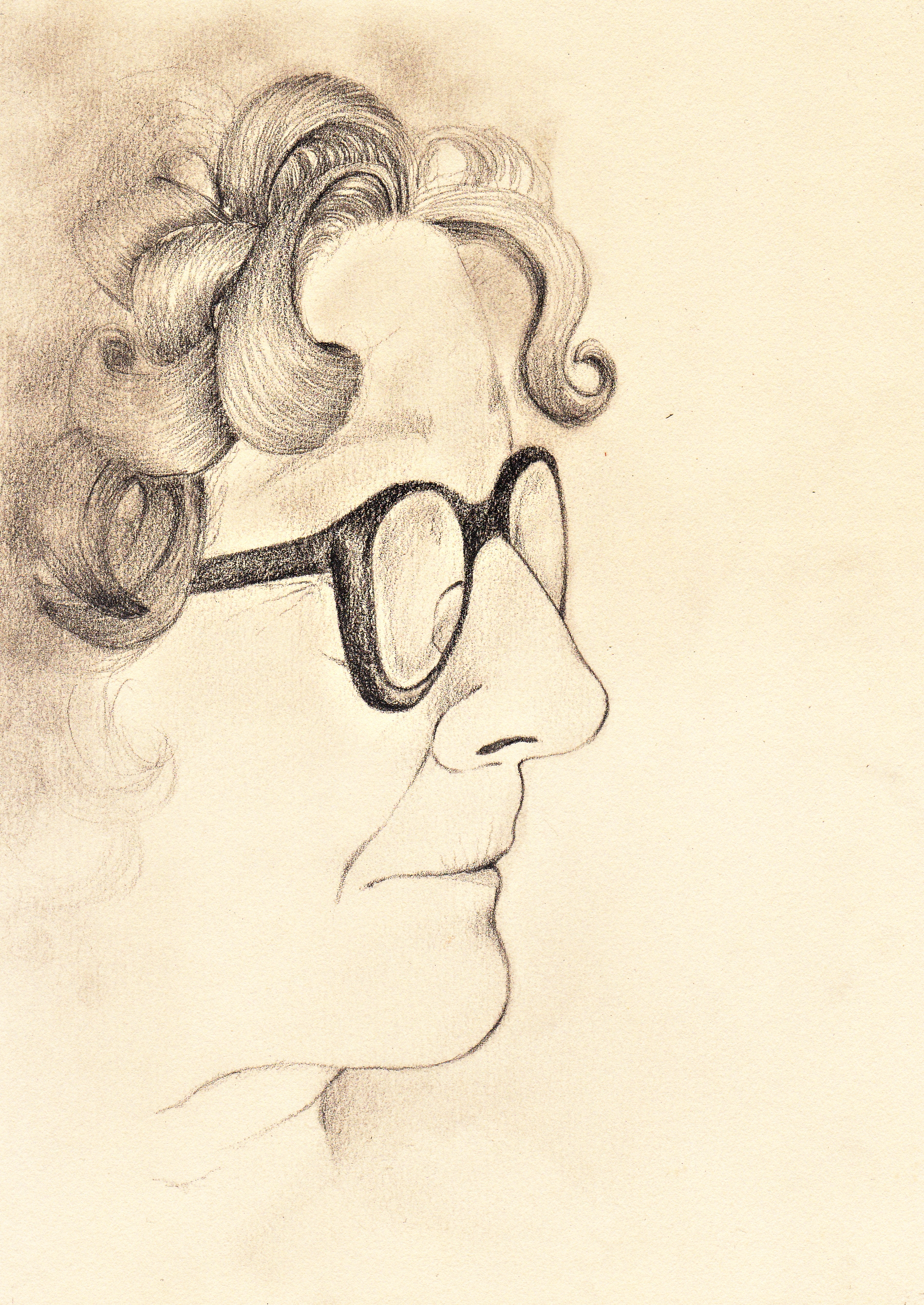
Rosa Chacel

## Sách và báo
- Rosa Chacel: premio nacional de las letras españolas, 1987 (bằng tiếng Tây Ban Nha). Anthropos Editorial. 1990..
- Jueves (ngày 28 tháng 7 năm 1994). "Muere Rosa Chacel, maestra de la aventura íntima". El País (bằng tiếng Tây Ban Nha)..
- Staff Le Monde (ngày 29 tháng 7 năm 1994). "Mort de l'écrivain espagnol Rosa Chacel". Le Monde (bằng tiếng Pháp)..
- Kirkup, James (ngày 29 tháng 7 năm 1994). "Obituary: Rosa Chacel". The Independent..
- Page, Eric (ngày 2 tháng 8 năm 1994). "Rosa Chacel, 96, A Spanish Novelist Exiled for 36 Years". The New York Times..
- Santa, Àngel; Didier, Béatrice; Fouque, Antoinette; Calle-Gruber, Mireille (2013). "Chacel, Rosa (Valladolid 1898 - Madrid 1994)". Le dictionnaire universel des créatrices (bằng tiếng Pháp). Éditions des femmes. tr. 818..